# Fantasy fiabesco
Il fantasy fiabesco è un sottogenere del fantasy caratterizzato dall'uso frequente di motivi e, spesso, trame tratti dal folclore.

## Storia

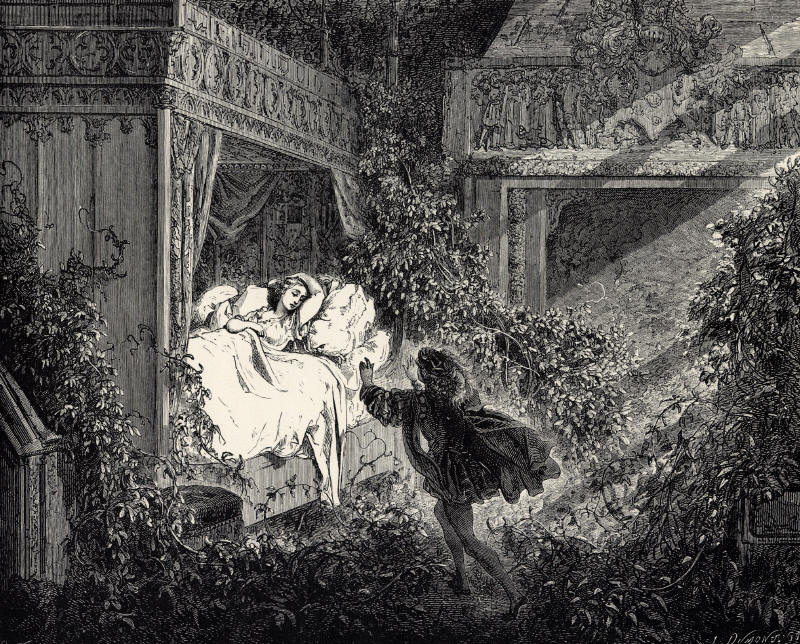
La Belle au bois dormant (La bella addormentata) di Charles Perrault, illustrazione di Gustave Doré.

Giambattista Basile racconta molte fiabe del Pentamerone in un'aristocratica cornice narrativa. Da quel momento in poi, si occuparono di fiabe letterarie alcuni scrittori francesi della Parigi del XVII secolo (Madame d'Aulnoy, Charles Perrault, ecc.) e altri scrittori che si sono occupati di fiabe folcloristiche del loro tempo e le hanno sviluppate in forma letteraria. I fratelli Grimm, nonostante le loro intenzioni fossero di "ripristinare" le fiabe che raccoglievano, trasformarono anche la Märchen che raccolsero in Kunstmärchen. D'altro canto le fiabe letterarie non erano sconosciute nell'epoca romana: Apuleio ne ha incluse parecchie ne L'asino d'oro.
Queste storie non sono considerate tra le opere fantasy, ma fiabe letterarie: da quel momento in poi la fiaba rimase una forma letteraria e le fiabe fantasy ne sono una derivazione. La fiaba fantasy, come altri tipi di fantasy, fa uso di convenzioni di scrittura novellistiche della prosa, dei personaggi, o dell'ambientazione. La linea di demarcazione non è ben definita, ma è applicata anche ai lavori di un singolo autore: Lilith e Phantastes di George MacDonald sono considerati come fiabe fantasy, mentre i suoi The Light Princess, The Golden Key, e The Wise Woman sono comunemente considerate fiabe.

## Caratteristiche del genere
Questo genere può includere fiabe moderne, che usano motivi delle fiabe in trame originali come Il meraviglioso mago di Oz e Lo Hobbit, oltre a racconti più orientati agli adulti (violenti o anche più erotici) rispetto alle fiabe classiche (molte delle quali, in alcune varianti, originariamente erano pensate per un pubblico adulto), come la serie a fumetti Fables.
Molte opere sono revisioniste, spesso rovesciando i valori morali dei personaggi coinvolti. Tale espediente può essere usato per l'interesse estetico intrinseco, o per un'esplorazione tematica.
Altre forme di fantasy, specialmente quello umoristico, possono contenere motivi di questo genere, come Mondo Disco di Terry Pratchett in cui c'è una strega che vive in una casa di panpepato.
Altri scrittori possono sviluppare il genere nel modo più completo dando luogo ad altri sottogeneri e creando opere che sono anche basate su un'ambientazione di tipo high fantasy, fantasy storico o fantasy contemporaneo.